# 平原王
平原王（へいげんおう、生年不詳 - 590年）は高句麗の第25代の王（在位:559年 - 590年）。姓は高、諱は陽成（『三国遺事』王暦では陽城）。平崗上好王（『三国史記』高句麗本紀・平原王紀の分注）、平崗王（『三国遺事』王暦）ともいう。『隋書』には「湯」の名で現れる。先代の陽原王の長子であり、557年に太子となり、559年3月に先王の死去に伴い王位に就いた。

## 治世
半島内では百済・新羅の同盟（羅済同盟）の崩れたこと、新羅が独自に中国との朝貢を行なって冊封体制下に入ったこともあって、三国間の対立の情勢となったために却って大きな戦は少なかったと見られる。また三国が揃って中国との独自外交を持ったことにより、それ以前の高句麗の優位性がなくなり、中国の動向を注意深く見守って再び南北朝両面への外交を続けることとなった。北朝の北斉、北周、また南朝の陳に朝貢し、北斉からは560年に＜使持節・領護東夷校尉・遼東郡開国公・高句麗王＞、陳からは562年に＜寧東将軍＞、北周からは577年に＜開府儀同三司・大将軍・遼東郡開国公・高句麗王＞にそれぞれ冊封された。隋が起こると581年のうちに朝貢を行って＜大将軍・遼東郡公＞に冊封された。589年に隋が陳を滅ぼして中国を統一すると、直ちに防備の体制を整えた。これをみて隋は高句麗を咎めたために、平原王は恐れて上表して陳謝しようとしたが、使者を送る前に在位32年にして590年10月に死去した。
平原王と諡され、埋葬地は伝わっていない。『三国史記』は「『隋書』や『資治通鑑』には隋の詔書を賜ったのは開皇17年（597年）とするが、誤りである」と記し、件の詔書を受け取ったのが平原王であることと、その死が590年であることとを優先して記述している。

## 登場作品

### テレビドラマ
- 月が浮かぶ川 （KBS、2021年、演：キム・ボムレ）